# Poppengrün (Schwarzenbach am Wald)
Poppengrün ist ein Gemeindeteil der Stadt Schwarzenbach am Wald im Landkreis Hof (Oberfranken, Bayern). Poppengrün liegt in der Gemarkung Döbra.

## Geografie
Im Dorf entspringt ein namenloser rechter Zufluss der Culmitz. Am Westrand des Ortes gibt es eine Böschung, die als Geotop ausgezeichnet ist. Eine Gemeindeverbindungsstraße führt nach Culmitz (1,1 km nördlich) bzw. zur Staatsstraße 2158 (1 km östlich). Eine Anliegerstraße führt nach Döbrastöcken (0,6 km westlich).

## Geschichte
Gegen Ende des 18. Jahrhunderts bestand Poppengrün aus vier Anwesen. Die Hochgerichtsbarkeit hatte das bambergische Centamt Enchenreuth. Das bambergische Kastenamt Stadtsteinach war Grundherr der vier Halbhöfe.
Von 1802 bis 1810 unterstand Poppengrün dem Justiz- und Kammeramt Naila. Infolge des Ersten Gemeindeedikts wurde Poppengrün dem 1812 gebildeten Steuerdistrikt Döbra und der zugleich entstandenen Ruralgemeinde Döbra zugewiesen. Im Zuge der Gebietsreform in Bayern wurde Poppengrün am 1. Mai 1978  nach Schwarzenbach eingegliedert.

### Einwohnerentwicklung
| Jahr      | 1819  | 1861   | 1871   | 1885   | 1900   | 1925   | 1950   | 1961   | 1970   | 1987   | 2020  |
| Einwohner | 29    | 44     | 42     | 36     | 29     | 69     | 113    | 75     | 46     | 63     | 40    |
| Häuser    |       |        |        | 5      | 5      | 12     | 12     | 12     |        | 16     |       |
| Quelle    | [ 7 ] | [ 10 ] | [ 11 ] | [ 12 ] | [ 13 ] | [ 14 ] | [ 15 ] | [ 16 ] | [ 17 ] | [ 18 ] | [ 1 ] |

## Religion
Poppengrün ist evangelisch-lutherisch geprägt und gehört zur Kirchengemeinde St. Bartholomäus (Döbra), die im 19. Jahrhundert zur Pfarrei erhoben wurde.